# Condado de Marion (Carolina del Sur)
El condado de Marion (en inglés: Marion County, South Carolina), fundado en 1800, es uno de los 46 condados del estado estadounidense de Carolina del Sur. En el año 2000 tenía una población de 35 466 habitantes con una densidad poblacional de 28 personas por km². La sede del condado es Marion.

## Geografía
Según la Oficina del Censo, el condado tiene un área total de 1279 km² (493,8 mi²), de la cual 1267 km² (489,2 mi²) es tierra y 13 km² (5 mi²) es agua.

### Condados adyacentes
- Condado de Dillon norte
- Condado de Horry este
- Condado de Georgetown sur
- Condado de Williamsburg suroeste
- Condado de Florence oeste

### Área Nacional Protegida
Waccamaw Refugio de Vida Silvestre Nacional (parte)

## Demografía

Condado de Marion distribución de la población por edad y sexo, censo de 2000

En el 2000 la renta per cápita promedia del condado era de $26 526, y el ingreso promedio para una familia era de $32 932. El ingreso per cápita para el condado era de $13 878. En 2000 los hombres tenían un ingreso per cápita de $26 133 contra $18 392 para las mujeres. Alrededor del 23.20% de la población estaba bajo el umbral de pobreza nacional.

## Lugares

### Ciudades y pueblos
- Brittons Neck
- Centenary
- Gresham
- Marrion
- Mullins
- Nichols
- Rains
- Sellers
- Temperance Hill

### Principales carreteras
| - Interestatal 73 - U.S. Route 76 - U.S. Route 301 - U.S. Route 378 - U.S. Route 501 - · U.S. Route 501 Business - SC 9 - SC 38 | - SC 41 - · Carretera de Carolina del Sur 41 Alternate - SC 57 - SC 576 - SC 908 - SC 917 |  |